# شهرستان کاوارنا
شهرستان کاوارنا (به بلغاری: Kavarna Municipality) یک شهرستان در بلغارستان است که در استان دوبریچ واقع شده‌است. شهرستان کاوارنا ۴۸۱٬۴ کیلومتر مربع مساحت و ۱۵٬۸۶۱ نفر جمعیت دارد.